# Rochelle Swanson
Rochelle Swanson (* 4. Dezember 1963 in Three Rivers, Kalifornien) ist eine US-amerikanische Schauspielerin, die in Erotikthrillern, aber auch in anderen Produktionen aus den Bereichen Action, Science-Fiction, Thriller und Drama mitspielte und Gastauftritte in populären US-Serien (Palm Beach Duo, Baywatch, NYPD Blue, High Tide, Melrose Place, Diagnose: Mord etc.) übernahm.
Swanson begann mit Nebenrollen in Low-Budget-Thrillern wie Schreie im Wald (Originaltitel: In The Deep Woods) und Serien (vor 1994: "Palm Beach Duo", danach weitere). Ihre Rolle in Night Fire war ihre erste Rolle als Erotikdarstellerin und zugleich auch ihre erste Hauptrolle, der in den darauf folgenden Jahren noch mehrere folgten – nicht nur in Erotikproduktionen. Nachdem die meisten Filme mit ihr Mitte der 1990er Jahre entstanden waren, wurde es um die Jahrtausendwende ruhiger um sie – neben zwei kleinen Serienrollen hatte sie 2001 eine Hauptrolle (Cindy Alden) in dem Drama An American Reunion.